# Micropora karukinkaensis
Micropora karukinkaensis är en mossdjursart som beskrevs av Moyano 1994. Micropora karukinkaensis ingår i släktet Micropora och familjen Microporidae. Inga underarter finns listade i Catalogue of Life.